# Universidad del Zulia
La Universidad del Zulia (LUZ) es una universidad pública autónoma ubicada en el estado Zulia, Venezuela.
Fundada en 1891. Considerada como una de las grandes universidades así como unas de las más prestigiosas del país, es una institución pública con aproximadamente 28.000 estudiantes de pregrado y posgrado, distribuidos en 11 facultades en Maracaibo, dos núcleos: uno en Cabimas y otro en Punto Fijo (Falcón); y una extensión de aula en el Sur del Lago de Maracaibo. 
Está compuesta por 27 escuelas, imparte estudios en 56 carreras y 100 programas de posgrado. Cuenta con 1.500 profesores y posee una corporación de medios institucionales que son los canales oficiales para conocer la información referida a la universidad. Entre ellos se encuentran: LUZ Periódico, LUZ Radio, Teveluz, LUZ Web y LUZ AdN.

## Historia

### Desde los orígenes hasta su cierre en 1904
Desde comienzos del siglo XIX, los habitantes de Maracaibo habían demandado ante el gobierno de José Antonio Páez la creación de una institución de estudios superiores sobre la base del existente Colegio Seminario. Esta solicitud no tuvo éxito pero los marabinos persistieron en su empeño: era imprescindible una universidad que acompañara el desarrollo económico, cultural e intelectual de la región.
A finales del siglo XIX, el comercio abrió caminos y por las rutas comerciales transitaron nuevas ideas y productos. Así se conformó una sociedad progresista, receptiva a las innovaciones, generadora de nuevos inventos y creaciones. Es por eso que adelantos científicos como la navegación de vapor, la luz eléctrica, los teléfonos, el cine, la circulación por tranvías, se incorporan a la vida del Zulia antes que en el resto de Venezuela.
El creciente progreso de la ciudad puerto de Maracaibo, exigió una mayor y mejor educación de los zulianos. Durante el período colonial se establecieron instituciones educativas regentadas por las órdenes religiosas de los franciscanos y jesuitas. Los primeros se afincaron en Maracaibo para atender no solo la formación religiosa sino también una educación elemental y de preparación para los oficios cotidianos. Y, a la larga, se incorporaron nuevas cátedras y cursos avanzados, como los de Gramática, Filosofía y Teología.
Desde la época colonial, la ciudad manifestaba su necesidad de contar con un instituto de instrucción media o superior, encargada de capacitar para las tareas de administración y gobierno. Ya en el período republicano esta aspiración apuntaba a la fundación de una institución educativa de nivel superior, acorde con la importancia del puerto de Maracaibo. En 1832 varios dirigentes de la región decidieron crear un plantel educativo para enseñar, tal como se hacía en las universidades, las materias de Medicina, Filosofía, Teología, Derecho Civil y Canónico.
Ese plantel se instaló en el Colegio Seminario de Maracaibo, el 6 de marzo de 1833, y enseguida solicitaron al gobierno nacional, presidido por el general José Antonio Páez su elevación a universidad. No hubo respuesta a esta demanda pero los marabinos continuaron con su lucha hasta que el 2 de marzo de 1837 se firmó en Caracas el decreto de creación del Colegio Nacional de Maracaibo.
En sus primeros nueve años funcionó como un establecimiento de índole tradicional, aunque ya se había abierto a los aires de renovación al incorporar las clases de Matemáticas, Física, Geografía, Cosmografía e Inglés, aparte de la Escuela de Náutica que tenía adscrita. El Colegio fue cerrado en 1848, ante el clima de guerra que enfrentaba el gobierno de José Tadeo Monagas. Y se reinstala el 13 de enero de 1850 con dos clases, Gramática Latina y Gramática Castellana. En 1854 se abren dos cursos de ciencias mayores: uno de Jurisprudencia y otro de Medicina; y se ofrecen las clases de Náutica (con Cosmografía y Trigonometría, Matemáticas, Dibujo Lineal y Filosofía con Lógica y Metafísica). A medida que los jóvenes obtenían sus grados se desempeñaban en las diferentes estructuras sociales de la región. Ese año la matrícula alcanzó 103 alumnos.
Con el triunfo, en 1864, de la Revolución Federal, las antiguas provincias venezolanas se convierten en estados. La Provincia de Maracaibo pasa a ser estado Zulia; y su máxima institución educativa adopta el nombre de Colegio Nacional del Zulia. La lucha de los marabinos para lograr una institución universitaria finalmente cristaliza el 29 de mayo de 1891, cuando el Congreso Nacional promulga el decreto relativo a la erección del Colegio Federal en universidad. 
En esta decisión final resaltan las acciones y presiones ejercidas por los diputados zulianos Rafael López Baralt, Francisco Eugenio Bustamante y Antonio Aranguren. El Colegio había cumplido con la misión que le asignaron sus creadores. En sus 52 años de funcionamiento (1839-1891) había formado la generación de intelectuales que, para finales del siglo XIX, constituían la élite en lo científico, político, económico, educativo y cultural. 
La instalación de la Universidad del Zulia tiene lugar el 11 de septiembre de 1891, y su primer ciclo histórico culminará con su cierre el 5 de octubre de 1904. LUZ termina su primer ciclo histórico al ser decretado su cierre en 1904, a partir de una medida de la dictadura de Cipriano Castro, cuyo ministro de Instrucción Pública era Eduardo Blanco.
La irracional decisión se basó, entre otros factores, en la concepción educativa de Blanco, quien alegaba que en Venezuela solo había cuatro profesiones: médicos, abogados, ingenieros y teólogos; y que debían instaurarse estudios prácticos que vincularan la instrucción a la producción económica del país, según lo propio de cada región; además de alegar que el Código de Instrucción Pública exigía que las universidades debían funcionar con seis facultades, y la del Zulia solo tenía cuatro. Por este camino, el funcionario concluyó que dos universidades, la de Caracas y Mérida, eran suficientes para atender los requerimientos de profesionales liberales, y que debían crearse institutos de formación utilitaria. Así, en el Zulia se cerró la Universidad y se creó el Instituto Náutico. Todo esto en medio del clima mental en que se debatía la Universidad, acusada por sectores conservadores de propiciar el materialismo y el ateísmo, lo que le restó apoyo público y mermó la matrícula estudiantil.

### Desde su cierre en 1904 hasta 1946

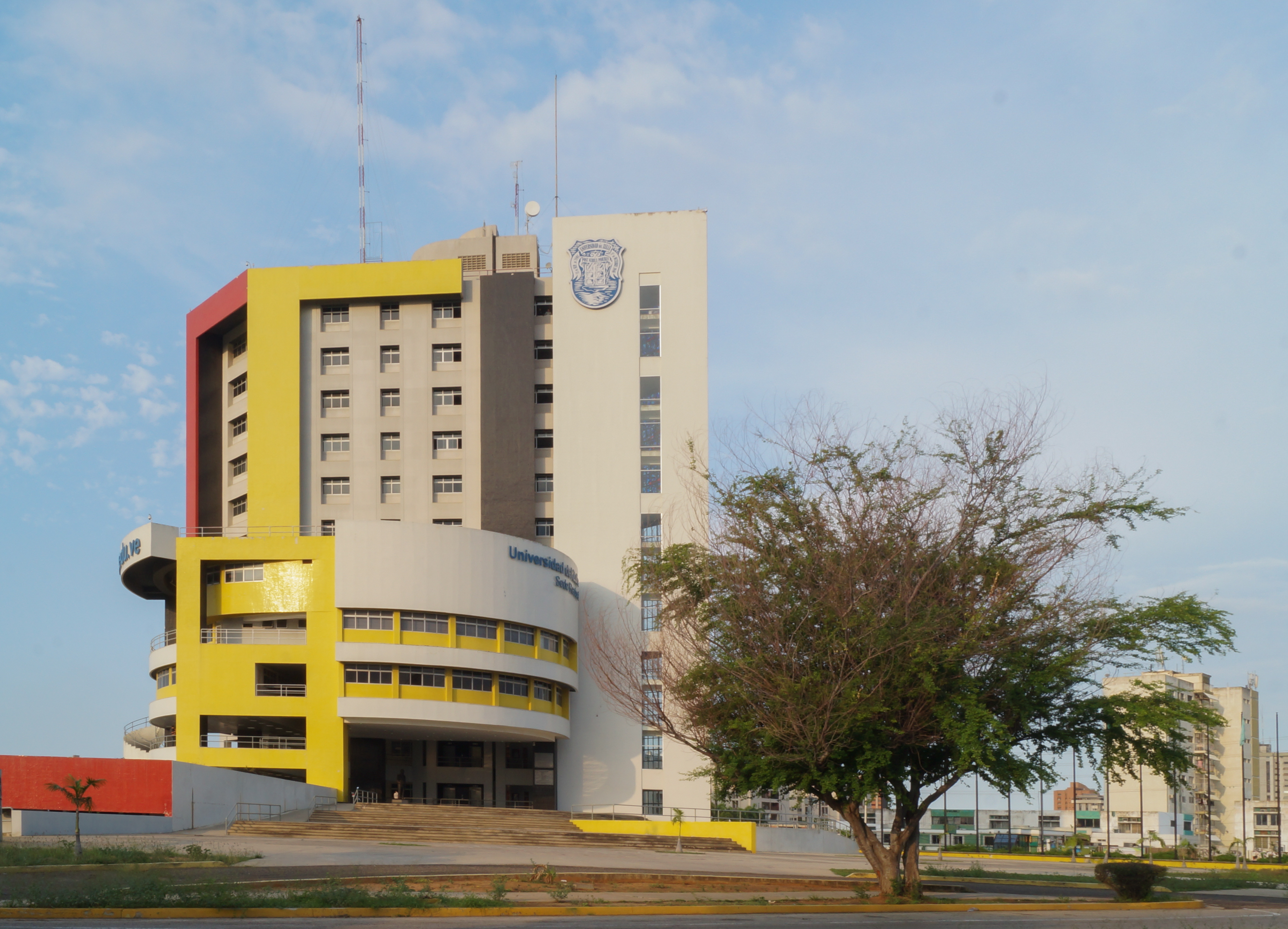
Rectorado de LUZ

A pesar de que las exploraciones petroleras dieron resultados desde el inicio de la primera década del siglo XX, la inmensa potencialidad petrolera zuliana se revela en 1922. A partir de 1926, el petróleo desplaza al café como principal producto de exportación y el Zulia ingresa a la era petrolera.
La Costa Oriental del Lago asiste a la transformación de su perfil. Nuevos pueblos surgen a la sombra de las torres de perforación y se acelera el crecimiento demográfico de la región. De todo el país, así como de las Antillas, Estados Unidos y Europa, llegan al Zulia contingentes humanos atraídos por la nueva riqueza. La economía petrolera afianza el modelo de centralismo nacional. La nueva riqueza es controlada desde Caracas. El Zulia comienza a depender casi absolutamente de los presupuestos y asignaciones dispuestos en la capital y se restringe gradualmente la capacidad de acción y creación de riquezas de la élite marabina.
Durante el gobierno de Juan Vicente Gómez resuenan diversas voces que piden la reinstalación de la Universidad. En esa lucha brilla la figura de Jesús Enrique Lossada. Ante la tardanza de una respuesta positiva del Gobierno nacional, los estudiantes y profesores reformularon su propuesta y decidieron que en ese momento era más fácil lograr la apertura de una escuela de Ciencias Políticas —que sería la antesala de la Universidad—. El gobierno regional del general Vincencio Pérez Soto la acogió favorablemente y, basándose en la Ley de Instrucción vigente, firmó el 13 de agosto de 1930, el decreto de creación de la citada escuela que inició sus actividades en la sede del Colegio Federal de Varones de Maracaibo.
Jesús Enrique Lossada fue nombrado director, y como profesores estuvieron Pedro París y Eduardo López Bustamante. Lossada jamás perdió de vista el hecho de que esa victoria era apenas el paso inicial para la definitiva recuperación de la Universidad; y así lo expresó en su discurso en el acto de instalación de la escuela, el 1 de octubre de 1930. Lossada aprovechó el discurso para referirse también a las constantes agresiones del Gobierno central, al que acusó de tratar de asfixiar la iniciativa y autonomía de los zulianos.
Tras muchas presiones, el 15 de junio de 1946, la Junta Revolucionaria de Gobierno —constituida por militares y civiles, entre quienes se contaban su presidente Rómulo Betancourt, Luis Beltrán Prieto Figueroa, Gonzalo Barrios y Raúl Leoni—, que había tomado el poder un año antes, dicta el decreto 334, que establece la reapertura de la Universidad del Zulia.

Lossada fue nombrado rector el 5 de agosto de 1946. Y se dispuso que la institución funcionaría con tres facultades: Medicina, Ingeniería y Derecho. El acto público de la reapertura se realizó el 1 de octubre del mismo año en el auditorio de la Casa del Obrero, sede ofrecida por los sindicatos zulianos para que funcionara la Universidad. El discurso de orden estuvo a cargo del novel rector, quien fustigó a los gobiernos nacionales que habían castigado al Zulia y reprimido sus legítimas aspiraciones “bajo pretexto de condena del regionalismo”, y señaló que la Universidad debía tener sus aulas abiertas:
“de par en par a todas las corrientes ideológicas […], solamente habrá de impedir la entrada al dogmatismo […]”.
A los seis meses de reinstalada la Universidad, el 11 de abril de 1947, Lossada convocó el primer Consejo Universitario. Entre muchas acciones, se diseñaron dos de los símbolos de la Universidad del Zulia, el escudo y la bandera. Lossada ideó el escudo como instrumento para fomentar la identidad corporativa de la casa de estudios. Se inició la construcción del Instituto Anatómico, del Anfiteatro y del edificio para los laboratorios de Histología, Fisiología y Química Biológica. Otro logro fue la creación del teatro y el orfeón universitarios, el 13 de diciembre de 1946.
Se crearon las facultades de Odontología y Farmacia. Se aprobó la instalación de bibliotecas especializadas en cada escuela de la Universidad y una emisora de radio universitaria. Se inició también la adquisición e instalación de una imprenta y un taller de encuadernación.
Lossada es considerado uno de los grandes rectores del siglo XX venezolano, prototipo del humanista integral, defensor a ultranza de los fueros regionales, docente de apasionada entrega a su alma mater. Su inesperada muerte, el 28 de junio de 1948, ocurrió a sus 56 años de edad, cuando además de ser rector y profesor de la Universidad del Zulia, representaba a este estado como senador en el Congreso Nacional.
Se nombró una comisión para que estudiara la posibilidad económica de instalar las facultades de Odontología y Farmacia. Fue retomada la discusión del proyecto de Reglamento de la Facultad de Ciencias Médicas. Se emprendió el debate sobre el Reglamento de la Facultad de Ingeniería, del cual se aprobaron seis artículos. Algunas iniciativas de la gestión de Lossada fueron reiniciadas, entre ellas la edición de la obra de José Ramón Yepes y la instalación de la emisora de radio universitaria.
Al ser derrocado el presidente Rómulo Gallegos, el 24 de noviembre de 1948, la Junta Militar de Gobierno destituyó al rector, y a los demás integrantes de su equipo, y nombró nuevas autoridades. A partir de los resultados del estudio, las autoridades rectorales presentaron, 11 días después, el 29 de enero de 1949, la Declaración conjunta de los designados ejecutivos, destinada a “establecer la legalidad”, y acordaron: invalidar el Consejo Universitario, aceptar la renuncia de los decanos de las cuatro facultades e intervenir estas, declarar en comisión a todo el personal docente y administrativo, y en constitución al Consejo Universitario.
El rector Jesús Leopoldo Sánchez expresó su desacuerdo con la reinstalación de la Universidad, según él “improvisada”; y consideró que el nombre de la institución era ilegal e incorrecto, ya que debía llamarse Universidad Nacional del Zulia y no Universidad del Zulia. Prohibió la circulación de la revista Universidad del Zulia, por considerar que planteaba conceptos opuestos al orden público en vigor.

### Década de los 50: El inicio de una larga lucha
En 1952 son colocados al frente de la edificación dos bustos en homenaje a los doctores Francisco Ochoa, primer rector de la universidad, y Jesús Enrique Lossada, rector de la reapertura, colocados en pedestales de mármol. En 1956 se construye el Núcleo Técnico de la Facultad de Ingeniería y Arquitectura diseñado por el arquitecto Carlos Raúl Villanueva, continuando con la expansión de la universidad.
En los primeros años luego de su reapertura, LUZ no contaba con los terrenos suficientes para ampliar sus opciones de estudios y desarrollar actividades complementarias como la investigación. El Dr. Antonio Borjas Romero declaró una vez que “la universidad no lo es hasta que sus investigadores no comiencen a consagrarla, porque sin investigación, no hay universidad”.
En el año 1958, mientras el sistema político venezolano estaba signado por la intermitente social hacia un sistema democrático definitivo, el 19 de agosto, la universidad espera a sala llena, hasta que el Dr. Borjas Romero anuncia que se obtiene por decreto presidencial una extensión de 40 hectáreas en la zona norte de la ciudad. Para el 10 de julio de ese mismo año, se protocolizó el documento según el cual la Universidad del Zulia vende a la nación el edificio y los terrenos de La Ciega por un monto de 8 millones de bolívares pagaderos en cuotas anuales hasta el año 1960. Un mes después, se instaló el Comité Pro Ciudad Universitaria con representantes de LUZ, de la industria petrolera, la banca, el comercio, el Ejecutivo regional, el Consejo Municipal, la Federación de Centros Universitarios y los responsables de las escrituras de los terrenos de la ciudad universitaria.
En el año 1959, el Dr. Borjas se entrevista con el presidente de la época, Rómulo Betancourt, para plantearle agilizar la construcción del aeropuerto Caujarito para disponer de las tierras de Grano de Oro. Es así como se aboca a la tarea incansable de conseguir los terrenos para la Universidad del Zulia con el apoyo del gobierno nacional. La propuesta para ese entonces hablaba de un desarrollo en 20 años para una ciudad con 2 millones de habitantes. Gracias al centralismo que imperaba para la fecha, fue un gran logro conseguir en esos años que el proyecto de la ciudad universitaria, se hiciera en Maracaibo y no en Caracas, además las licitaciones de la construcción también se hicieron en el Zulia.

### Períodos rectorales a partir de la reapertura

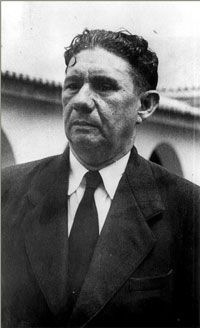
Jesús Enrique Lossada.

Primer período rectoral: (1 de octubre de 1946 - 28 de junio de 1948). Rector: Jesús Enrique Lossada; vicerrector: Ramón Gómez, en cuya sustitución fue nombrado Manuel Noriega Trigo, quien ejerció el cargo hasta el 28 de junio de 1948, cuando pasó a ser rector tras la muerte de Lossada. Secretario: Antonio J. Ocando. Los tres primeros decanos fueron: José Ordóñez Marín, de Medicina; Domingo Moros, de Ingeniería; y Octavio Andrade Delgado, de Derecho.
Lossada es considerado uno de los grandes rectores del siglo XX venezolano, prototipo del humanista integral, defensor a ultranza de los fueros regionales, docente de apasionada entrega a su alma mater. Su inesperada muerte, el 28 de junio de 1948, ocurrió a sus 56 años de edad, cuando además de ser rector y profesor de la Universidad del Zulia, representaba a este estado como senador en el Congreso Nacional.
Encarando la pérdida Segundo período rectoral: (28 de junio de 1948 - 29 de julio de 1948).
Rector interino: Manuel Noriega Trigo; secretario: Antonio J. Ocando. A la muerte de Jesús Enrique Lossada, el vicerrector, Noriega Trigo, asumió el cargo de rector interino de LUZ.
Se nombró una comisión para que estudiara la posibilidad económica de instalar las facultades de Odontología y Farmacia. Fue retomada la discusión del proyecto de Reglamento de la Facultad de Ciencias Médicas. Se emprendió el debate sobre el Reglamento de la Facultad de Ingeniería, del cual se aprobaron seis artículos. Algunas iniciativas de la gestión de Lossada fueron reiniciadas, entre ellas la edición de la obra de José Ramón Yepes y la instalación de la emisora de radio universitaria.
Tercer período rectoral: (29 de julio de 1948 - 18 de enero de 1949). Rector: Eduardo Matthyas Lossada; vicerrector: Manuel Noriega Trigo; secretario: Antonio J. Ocando. Se creó la Facultad de Odontología, cuyo proyecto ya había sido aprobado en el rectorado de Lossada. Hubo consenso para la compra de equipos con la finalidad de instalar una estación meteorológica en la Universidad. En sesión del Consejo Universitario, del 20 de agosto de 1948, se aprobó el proyecto para la creación de la Escuela de Periodismo, adscrita a la Facultad de Derecho. Fue presentado el informe sobre el avance de un proyecto de Organización de Bienestar Estudiantil (OBE) para fabricar penicilina en la Universidad y generar ingresos propios para mejorar los beneficios a los estudiantes.
Al ser derrocado el presidente Rómulo Gallegos, el 24 de noviembre de 1948, la Junta Militar de Gobierno destituyó al rector, Eduardo Matthyas Lossada, y a los demás integrantes de su equipo, y nombró nuevas autoridades.
Los rigores de la dictadura Cuarto período rectoral: (18 de enero de 1949 - 30 de septiembre de 1949). Las autoridades fueron designadas por la Junta Militar de Gobierno. Rector: Jesús Leopoldo Sánchez; vicerrector: José León García Díaz; secretario: Ángel Renato Boscán.
El recién nombrado rector utilizó el argumento de la ilegalidad y el favoritismo hacia una ideología política para cuestionar el funcionamiento de LUZ desde su reapertura; y ordenó la realización de un estudio diagnóstico en el que se consideraron aspectos como la “instalación improvisada” de la institución, la selección de los profesores “por simpatías políticas”, la constitución del primer Consejo Universitario, la designación interina de los decanos que hizo el primer rector, la Facultad de Derecho (que no había dejado de ser escuela), y aspectos concernientes al personal docente y administrativo.
A partir de los resultados del estudio, las autoridades rectorales presentaron, 11 días después, el 29 de enero de 1949, la Declaración conjunta de los designados ejecutivos, destinada a “establecer la legalidad”, y acordaron: invalidar el Consejo Universitario, aceptar la renuncia de los decanos de las cuatro facultades e intervenir estas, declarar en comisión a todo el personal docente y administrativo, y en constitución al Consejo Universitario.
El rector Jesús Leopoldo Sánchez expresó su desacuerdo con la reinstalación de la Universidad, según él “improvisada”; y consideró que el nombre de la institución era ilegal e incorrecto, ya que debía llamarse Universidad Nacional del Zulia y no Universidad del Zulia. Prohibió la circulación de la revista Universidad del Zulia, por considerar que planteaba conceptos opuestos al orden público en vigor.
Pluma frente a espada
Quinto período rectoral: (28 de septiembre de 1949 - 2 de septiembre de 1953). Rector: José R. Hernández d’Empaire; vicerrector: Francisco Morillo Romero, quien renunció el 24 de enero de 1951 y fue sustituido por Ernesto González Araujo (1951-1953); secretario: Ángel Renato Boscán, quien renunció el 10 de octubre de 1950 y sería sustituido por Agustín Lleras Codazzi (1950-1953).
El 23 de julio de 1953 se aprobó una nueva Ley de Universidades que eliminó la figura del cogobierno y de los consejos universitarios, para ser sustituidos por los consejos académicos y administrativos. Esta ley reservó para el Gobierno central el nombramiento no solo de las autoridades rectorales, sino de todo el personal, y estableció que serían “funcionarios nacionales” de libre nombramiento y remoción. De igual manera, se estableció el cobro de la matrícula, las pruebas de selección y el sistema de cupos para el ingreso; y permitió el funcionamiento de las universidades privadas.
El 4 de septiembre de 1952, el Consejo Universitario aprobó la creación de la Escuela de Ingeniería de Petróleo, adscrita a la Facultad de Ingeniería; se aprobó el proyecto para la fundación de la Facultad de Filosofía y Letras y continuaron las gestiones para la creación de la Escuela de Periodismo. También se estableció la Residencia Estudiantil en la calle Venezuela, al lado del Teatro Baralt, y se construyó la sede de la Facultad de Ingeniería, que comenzó a funcionar en 1951. La OBE se elevó a dirección y se le agregó un dispensario médico, una clínica dental y los cafetines estudiantiles.
En 1952 se graduó la primera promoción de médicos, Dr. Francisco Eugenio Bustamante, con 33 graduandos; así como la primera promoción de odontólogos, Dr. Jesús Araujo Belloso, en honor a su primer decano.
Progreso: ideal nacional y restricción política
Sexto período rectoral: (2 de septiembre de 1953 - enero de 1958).
Rector: José Domingo Leonardi Carrillo; vicerrector: Jesús Araujo Belloso; secretario: Francisco Esparza Núñez.
Se modificó el nombre de la institución y pasó a llamarse Universidad Nacional del Zulia. Se sustituyó al Consejo Universitario por el Consejo Académico y el Administrativo, y los consejos de facultad por los consejos de catedráticos, sin la representación de estudiantes y de egresados, porque la Ley de Universidades de 1953 había eliminado el cogobierno. El Ejecutivo nacional destituyó a los decanos y nombró a otros.
Se instalaron la Facultad de Farmacia, la Escuela de Periodismo, la Facultad de Filosofía y Letras, la Facultad de Ciencias Económicas y la Escuela de Ingeniería de Petróleo cuyo primer decano fue Efraín Barberii. La primera promoción egresaría el 24 de julio de 1957. Se firmó un acuerdo con los ministros de Obras Públicas y de Sanidad para trasladar la Facultad de Medicina al nuevo Hospital Quirúrgico, que pasó a llamarse Hospital Universitario de Maracaibo. Durante este período se modificaron los títulos universitarios: se entregaron los profesionales, que facultaban para ejercer la profesión; y los académicos, con el grado de doctor.
En 1954 la Universidad recibió la donación del edificio del Teatro Baralt, hecha por la Junta Pro Infancia. En mayo de 1957 el rector fue informado de la autorización dada por el general Marcos Pérez Jiménez para la adquisición, por parte del Ministerio de Hacienda, del edificio de La Ciega. Se estableció el cobro de matrícula en la Universidad, los exámenes de admisión, el sistema de cupos y otros requisitos para el ingreso.
Con la mirada en la modernidad
Séptimo período rectoral: (12 de febrero de 1958 - 11 de enero de 1968).
El equipo rectoral inicial fue nombrado por la Junta de Gobierno que presidía el contralmirante Wolfgang Larrazábal. Rector: Antonio Borjas Romero (designado el 12 de febrero de 1958 y electo el 17 de octubre de 1959); vicerrector: Rafael Díaz Cerrada (designado el 12 de febrero de 1958 y electo el 17 de octubre de 1959), luego fue elegido Hercolino Adrianza Álvarez; secretario: Humberto La Roche (designado el 12 de febrero de 1958 y electo el 17 de octubre de 1959), quien renunció en mayo de 1965 y fue sustituido por Heberto Jiménez Nava, quien a su vez renunció el 3 de junio de 1967 y fue reemplazado por Luis Moreno Guerra.
La gestión rectoral de Borjas Romero es considerada la más prolífica, debido a la diversificación que se hizo en la oferta de estudios, en la creación de dependencias para la investigación y en el crecimiento de la planta física en terrenos donados por el Ejecutivo nacional. Sus realizaciones estuvieron marcadas por su capacidad de liderazgo para lograr la ejecución de sus proyectos; por su participación como representante del estado Zulia ante el Congreso Nacional, electo en las planchas del partido de Gobierno, Acción Democrática; y por sus magníficas relaciones con representantes de la banca, la empresa privada, especialmente del sector petrolero, y funcionarios del alto gobierno.
Se crearon cinco facultades: Ciencias Económicas y Sociales (30 de septiembre de 1958); Agronomía (15 de octubre de 1959); Humanidades y Educación (24 de octubre de 1959); Arquitectura (1962), por transformación de la escuela en facultad (30 de enero de 1963); y Veterinaria (acuerdo del Consejo Universitario, del 22 de julio de 1964).
Para 1967 la Universidad contaba con 9 facultades, 15 escuelas y 3 departamentos. Se crearon 8 institutos de investigación y 13 centros de estudios.
También se fundaron el Consejo de Desarrollo Científico y Humanístico, la editorial universitaria, el Consejo de Fomento, la Sección de Construcciones y Mantenimiento, la Comisión Electoral, la Oficina de Contraloría Interna, la Asociación de Profesores, la Asociación de Empleados, el Sindicato de Obreros, la Asociación Venezolana de Amigos de la Universidad del Zulia, la Unidad de Planificación Administrativa y el Departamento de Personal.
Por otra parte, quedaron establecidos, entre otros, el año sabático, el seguro de vida colectivo, las cajas de ahorro para el personal docente y administrativo, el contrato colectivo para el personal obrero, la calificación summa cum laude y máxima calificación para alumnos destacados, y las siglas de la Universidad del Zulia (LUZ). Otro cambio fue eliminar la residencia estudiantil para trasladar a su sede el rectorado. Y de la empresa petrolera Shell se recibió una estación de radio, que fue instalada en la Facultad de Ingeniería.
Renovación en tiempos turbulentos
Octavo período rectoral: (12 de enero de 1968 - 13 de enero de 1972).
Rector: José Manuel Delgado Ocando; vicerrector: Régulo Pachano Áñez; secretario: Bernardo Rodríguez d’Empaire.
Tomaron posesión de sus cargos el 12 de enero de 1968 y establecieron políticas dirigidas a enfrentar el déficit presupuestario, que había hecho crisis en 1967.
Se atendieron los problemas que durante los años 1969 y 1970 habían conmovido la vida de la universidad venezolana por efecto de la Renovación Académica, movimiento que se generó en las principales universidades venezolanas y cuyo propósito era que los estudiantes formaran parte del gobierno universitario, esto es, el cogobierno.
Las finanzas de la institución se sanearon y los recursos asignados por el Ejecutivo nacional fueron objeto de un estricto control presupuestario, lo que aseguró, por primera vez en la historia de la universidad democrática, su funcionamiento sin déficit, hasta finalizar su período con un superávit de un dozavo del presupuesto asignado para 1971. La crisis que vivió la Universidad se enfrentó sin demagogia ni represión y siempre con apego a la legalidad.
Fueron legalizadas algunas dependencias apenas iniciadas: las escuelas de Ingeniería Química, Enfermería y Bioanálisis recibieron su aprobación por parte del Consejo Nacional de Universidades. Se iniciaron gestiones para la creación de la Facultad de Ciencias, del Instituto de Investigaciones Agronómicas, del Centro de Estudios de Filosofía del Derecho, de la Unidad de Investigaciones Biológicas y del Instituto de Investigaciones Petroleras.
Debido a los aportes científicos de la Universidad, y al hecho de que en 1968 se realizó en el Hospital Universitario el primer trasplante renal en el país, Maracaibo fue declarada Capital Científica de Venezuela.
Hacia nuevas estructuras
Noveno período rectoral: (1 de octubre de 1972 - 30 de septiembre de 1976).
Rector: Régulo Pachano Áñez; vicerrector académico: Francisco Burgos Finol; vicerrector administrativo: Hugo González Rincón; secretario: Antonio Matheus Colina.
Estas autoridades fueron elegidas el 7 de junio de 1972 y tomaron posesión de sus cargos en octubre. El vicerrectorado se dividió en dos secciones, la Académica y la Administrativa, presidida cada una por un vicerrector.
Se creó el Centro de Televisión Educativa y se inició la construcción de su sede. También se establecieron el Centro de Computación, que sustituyó al Centro Electrónico, la Dirección de Inspección y Mantenimiento de Obras, la Dirección de Planificación Física, la Unidad Técnica Fitosanitaria y la Facultad Experimental de Ciencias.
Se aprobaron la Escuela de Sociología, de la Facultad de Ciencias Económicas y Sociales (1974); la de Trabajo Social, de la Facultad de Ciencias Jurídicas y Políticas; las escuelas de Ingeniería Eléctrica e Industrial (1976); la Escuela de Zootecnia, de Agronomía (1976); el Instituto de Investigaciones y Estudios Políticos Administrativos (1974), el Instituto de Investigaciones Biológicas (1974) y el Instituto de Investigaciones Económicas (1975).
En 1976 se creó la extensión de LUZ en Cabimas, con el Ciclo Básico de Ingeniería (julio de 1976); y se instalaron los Estudios Generales, la Facultad Experimental de Ciencias en el núcleo de Cabimas y la División de Estudios Generales en el núcleo de Punto Fijo (1973).
Los bienes universitarios se ampliaron cuando se recibió como donación de la empresa Shell el edificio sede del Centro de Entrenamiento Artesanal de Cabimas y de los terrenos adyacentes (1974). Otro de los puntos resaltantes de la gestión fue el establecimiento de una política de desarrollo de planta física (aproximadamente 100 mil metros cuadrados) y de nuevas construcciones en el lapso 1972-1976.
El desafío de crecer
Décimo período rectoral: (1 de octubre de 1976 - 30 de septiembre de 1980).
Rector: Humberto La Roche; vicerrector académico: Ricardo Carrillo Mogollón; vicerrector administrativo: Armando Soto Escalona; vicerrector de Regionalización: Hugo Vale Huerta; secretario: Rafael Acosta Martínez.
A partir de un proyecto de la gestión rectoral anterior, se creó el Vicerrectorado de Regionalización (15 de septiembre de 1977), que estableció la necesidad de una unidad central y un conjunto de núcleos para las diferentes subregiones zulianas. En este período de los años 70 se fundaron nuevas escuelas, entre ellas la de Ingeniería Eléctrica (1976), así como el Centro de Documentación, Información y Archivo (Cedia), en 1977; la oficina para la prevención de la fármaco-dependencia y estudios en educación sexual, en la Facultad de Ciencias; las bibliotecas en los núcleos de Punto Fijo y la Costa Oriental del Lago, y la Secretaría Docente en Cabimas, sede del núcleo Costa Oriental del Lago.
Para los estudiantes se ofrecieron beneficios tales como la política de puertas abiertas para el ingreso a la Universidad, de acuerdo con el principio de democratización de la enseñanza, contemplado en el V Plan de la Nación; los servicios médicos en las extensiones universitarias de Cabimas y Punto Fijo; se aumentó el número y monto de las becas.
Aulas abiertas y arcas vacías
Undécimo período rectoral: (1 de octubre de 1980-30 de septiembre de 1984).
Rector: Rafael Acosta Martínez; vicerrector académico: Gastón Parra Luzardo; vicerrector administrativo: Dámaso Campos Suárez; secretario: José Chiquinquirá Ferrer.
Las autoridades electas asumieron sus cargos el 1 de octubre de 1980. La estructura académico-administrativa fue reformada para racionalizar el gasto universitario, debido al presupuesto deficitario, a pesar de que en 1980 LUZ tuvo la más alta matrícula estudiantil del país (22,5% de la población universitaria, en tanto que recibió un 15,3% del presupuesto destinado a las universidades nacionales).
En 1981 se fundó el Servicio de Documentación e Investigación Indígena (Sedini); en 1982 fue creada la biblioteca del posgrado de Agronomía y en 1984 fue constituido el Centro de Estudios Latinoamericanos (Cela). Por otra parte, se crearon los premios Simón Bolívar y Andrés Bello, así como la Comisión de Desarrollo Financiero de la Universidad para obtener recursos. Se inició la construcción de la sede del Instituto de Previsión del Profesorado de LUZ.
Con motivo de los 90 años de la Universidad y por iniciativa de José Chiquinquirá Ferrer (1981) se reinició la reconstrucción de la memoria histórica de la institución. Así se inició el proyecto de investigación La Universidad del Zulia en el proceso histórico de la región zuliana, de 1839 al presente, a cargo de profesoras de LUZ.
La austeridad se impone
Duodécimo período rectoral: (1 de octubre de 1984 -30 de septiembre de 1988).
Rector: José Chiquinquirá Ferrer; vicerrectora académica: Imelda Rincón Finol; vicerrector administrativo: Mario Fernández; secretario: Robinson Aguirre.
Por primera vez en LUZ una mujer ocupó un cargo en el equipo rectoral. Como de costumbre, el déficit presupuestario, el espacio físico y la elevada matrícula estudiantil fueron los problemas que tuvieron que enfrentar estas autoridades. El presupuesto no se correspondía con la matrícula estudiantil, lo que impidió el adecuado desarrollo y limitó el funcionamiento de la institución.
La Universidad hizo sentir su presencia en la sociedad mediante cursos, seminarios, talleres, simposios, congresos, foros, concursos, actividades culturales, cívicas y deportivas. Se intensificaron las actividades de autodesarrollo y se suscribieron muchos convenios en materia de investigación y extensión.
La Revista de Investigaciones Clínicas fue galardonada por el Consejo Nacional para Investigaciones Científicas y Tecnológicas (Conicit) como la mejor revista científica del país. Como complemento al esfuerzo editorial, en 1985 se fundó el Banco de Libros —como dependencia del Sistema de Servicios Bibliotecarios y de Información de la Universidad del Zulia (Serbiluz)— con 661 títulos y 3.156 ejemplares.
En este período, la Universidad comenzó a crecer académicamente, pues se aprobaron y desarrollaron más de 30 nuevos programas de posgrado (especialidades y maestrías). Se ejecutó un programa para la expansión del espacio físico, que hizo posible agregar 77.831 metros cuadrados, para un total de 267.963 metros cuadrados. Algunas de las obras de infraestructura fueron la primera etapa del edificio de la Dirección de Cultura, la inauguración del gimnasio universitario Doctor Antonio Borjas Romero y la conclusión de la primera etapa de la Biblioteca Central y las sedes de las facultades de Veterinaria, Agronomía y Experimental de Ciencias.
Otras obras de la gestión fueron la creación del Programa de Becas Deportivas y el Premio en Deportes Luis Aparicio.
Cien años de compromiso
Decimotercer período rectoral: (1 de octubre de 1988 - 30 de septiembre de 1992).
Rectora: Imelda Rincón Finol; vicerrector académico: Jesús Esparza Bracho; vicerrector administrativo: Enio Wilhelm; secretario: Lenín Herrera.
Por primera vez en Venezuela, una mujer, Imelda Rincón Finol, presentó su candidatura para rectora y resultó ganadora. Su gestión coincidió con la celebración del primer centenario de la creación e instalación de la Universidad (1891-1991). Este evento se convirtió en el programa fundamental de su gestión para avanzar hacia una mayor proyección social de la institución.
Entre sus logros se cuenta el reinicio de la publicación del periódico La Universidad del Zulia, cuarta etapa, a cargo del director de Relaciones Públicas, José Cheo González. La divulgación fue una política: la historia de la Universidad se editó en uno de los Cuadernos Lagoven, en la revista Tópicos (de Maraven, filial de PDVSA) y se divulgó a través de otros medios impresos, radiales y televisivos.
Un logro muy importante fue la instalación de la emisora de radio LUZ FM 102.9 (5 de mayo de 1991), bajo la dirección de Rosa María Salom. Con esta instalación se cumplió el proyecto anunciado en 1947 por el rector Jesús Enrique Lossada.
Para la celebración del centenario se nombró a una comisión, integrada por las autoridades rectorales, ex rectores, directores de dependencias centrales y profesores. Además, se acuñó la moneda centenaria y se emitieron sellos postales conmemorativos. Se constituyó la Fundación Museo de Arte Contemporáneo del Zulia (1990), y se le asignó en comodato un terreno para construir su sede. También se le asignaron las primeras partidas presupuestarias para la elaboración de su diseño, bajo la dirección de Thaís Ferrer de Molero y la asesoría de la directora de Planificación Física, Ana María Borjas Rodríguez.
Como parte de la celebración se crearon el Teatro Estable de LUZ (Teluz) y los grupos musicales Zaguán de LUZ y Texere. Se promovió la culminación de la restauración del Teatro Baralt.
Fueron editadas las Obras selectas de Jesús Enrique Lossada. Se creó la Ley Programa de Crédito Público, la Fundación para el Desarrollo Académico Integral de LUZ (Fundadesarrollo) y se elaboró el Plan de Desarrollo Institucional. Se inauguró el comedor estudiantil y fueron iniciadas las construcciones de la nueva sede rectoral y del Museo de Arte Contemporáneo del Zulia (Maczul).
En este período se transformaron los núcleos en decanatos y fue fundada la Escuela de Bibliotecología (1991).
Orden en casa y tiempo ganado
Decimocuarto período rectoral: (1 de octubre de 1992 - 30 de septiembre de 1996).
Rector: Ángel Lombardi; vicerrector académico: Antonio Castejón; vicerrector administrativo: Neuro Villalobos; secretario: Ángel Larreal.
Posiblemente el mayor éxito de esta gestión fue el haber logrado un gobierno colegiado que apuntaló y garantizó el cambio que le imprimió a la institución. Su consigna fue “orden en la casa y no perder el tiempo”, lo que incidió para que se recuperaran los dos semestres por año y se realizara una sola inscripción. Además, se instituyó la prueba LUZ, se equilibró el número de ingresos con el de graduados, fue aplicado el Reglamento de Repitientes (RR) y se abrieron oportunidades de estudios a mayor número de bachilleres, especialmente de la subregión Guajira.
Esta gestión sufrió la crónica realidad de los presupuestos deficitarios, lo que no fue obstáculo para que aumentara el número de publicaciones y de programas de posgrado e investigación.
El más trascendente logro académico fue la creación de la Facultad Experimental de Arte (Feda). También se trabajó para establecer políticas de control del gasto corriente y fortalecer los vínculos con los sectores productivos, especialmente a través de los proyectos Zulia y Parque Tecnológico.
Esta gestión modernizó los sistemas de informática y telemática, continuó con el desarrollo de proyectos e iniciativas provenientes de gestiones anteriores, tales como Fundadesarrollo y Maczul, y promovió otras instituciones, como Fundaluz y Fundabaralt.
Dio inicio a las siguientes obras: Centro de Investigaciones de Enfermedades Cardiovasculares, Centro de Investigación del Agua, la segunda etapa de la sede del posgrado de la Facultad de Ciencias Económicas y Sociales, la tercera etapa de la Biblioteca Central y los depósitos de materiales y reactivos químicos.
Se dejaron proyectos listos, tales como el posgrado de Humanidades, el Centro de Corrosión y el Bioterio Central; y, en desarrollo, la cuarta y quinta etapas de la Biblioteca Central, así como la sede de los posgrados de Medicina, Odontología e Ingeniería.
La gestión como filosofía
Decimoquinto período rectoral: (1 de octubre de 1996 - 30 de septiembre de 2000).
Rector: Neuro Villalobos Rincón; vicerrector académico: Domingo Bracho; vicerrector administrativo: Oscar Naveda; secretaria: Teresita Álvarez de Fernández.
Por primera vez en la historia de la Universidad, un vicerrector administrativo llegó a ser rector, y una mujer, al cargo de secretaria.
La Rectoría persiguió la reorganización académico-administrativa de LUZ a través de una acción planificada. Así, en 1997 fueron aprobados el Plan de Filosofía de Gestión Institucional y el Plan de Desarrollo Estratégico de la Institución (1998), que contenían, entre ambos, 10 subprogramas diferentes, cada uno de los cuales tenía aproximadamente 54 proyectos, aprobados por el Consejo Universitario. En el último plan se estudió la redefinición de la misión, visión, política, objetivos y estrategias institucionales.
Fueron acreditadas 19 revistas científicas y se duplicó el número de participantes en el Programa de Promoción del Investigador (PPI): de 163 se pasó a 328. Logró culminarse una serie de planes, entre estos: planta física de la Unidad Sectorial de Información, el quirófano odontológico innovado y los posgrados de las facultades de Ingeniería y Ciencias.
Se abrió al público el Teatro Baralt, se inauguró el Maczul y se puso en funcionamiento la Facultad Experimental de Arte. También se inauguró la primera fase del nuevo edificio rectoral.
Fue aprobada la publicación, encartada en el diario local La Verdad, del periódico La Universidad del Zulia; y se inauguró la emisora intercultural bilingüe 97.7 FM en El Moján.
En materia deportiva, LUZ se convirtió en factor importante del éxito de los XVIII Juegos Centroamericanos y del Caribe, efectuados en Maracaibo. En el sector estudiantil se incentivó el rendimiento a través del Cuadro de Honor, el plan de becas y el premio a la excelencia estudiantil.
La creatividad es la solución
Decimosexto período rectoral: (1 de octubre de 2000 - 30 de septiembre de 2004).
Rector: Domingo Bracho Díaz; vicerrectora académica: Teresita Álvarez de Fernández; vicerrector administrativo: Leonardo Atencio Finol; secretaria: Rosa Nava Rincón.
Se inició el proceso de transformación de la antigua estructura académica de LUZ y se propuso su estructura departamental para optimizar los recursos físicos, humanos, materiales y económicos. Los pasos posteriores fueron crear la comisión operativa para la transformación institucional, revisar y actualizar la filosofía de gestión y elaborar un Plan de Desarrollo Estratégico.
Esta gestión se encargó de trasladar los restos de Francisco Ochoa, primer rector de la Universidad, y los del poeta Udón Pérez al Panteón del Zulia.
Entre los objetivos comunicacionales están: la reactivación de LUZ FM 87.5 en El Moján, y LUZ FM 107.5 en Punto Fijo, estado Falcón, y el inicio de la modernización de la Dirección de Televisión Educativa, que fue dotada con equipos digitales de transmisión para la salida de la señal vía cable. Se firmaron convenios con instituciones públicas y privadas, como el firmado con la Compañía Anónima Nacional Teléfonos de Venezuela (CANTV), que permitió el desarrollo de la plataforma tecnológica. Se constituyó la empresa petrolera Oleoluz, S.A., bajo la figura de convenio de servicios operativos con Petróleos de Venezuela, S.A. (PDVSA) —socio mayoritario—, con el 51% del capital accionario, para operar el Campo Mara Este. Otro aspecto resaltante fue la labor de Fundadesarrollo, que continuó prestando un decisivo apoyo a la construcción y dotación de la planta física y al desarrollo de proyectos académicos de pregrado y posgrado, y a la formalización de la estructura de los estudios a distancia al constituir el Consejo Central del Sistema de Educación a Distancia (Sedluz).
Rumbo a la excelencia
Decimoséptimo período rectoral: (1 de octubre de 2004 - 1 de octubre de 2008).
Rector: Leonardo Luis Atencio Finol; vicerrectora académica: Rosa Nava Rincón; vicerrector administrativo: Jorge Palencia Piña; secretaria: Judith Aular de Durán.
Según testimonio de Leonardo Luis Atencio Finol, los principales logros son: en docencia se trabajó para la formación de recursos humanos, para lo cual se firmaron convenios con universidades españolas sobre programas de doctorado en las áreas de Agronomía, Arquitectura, Veterinaria y Medicina. Actualmente LUZ tiene 100 becarios en el extranjero que cursan programas de cuarto y quinto nivel.
En 2005 LUZ contaba con 1.396 investigadores inscritos con proyectos en el Consejo de Desarrollo Científico y Humanístico, de los cuales 953 estaban acreditados por el Programa de Promoción del Investigador (PPI), lo que significa que, en ese momento, LUZ ocupaba el primer lugar nacional en número de investigadores, hecho que se repitió en los siguientes tres años. En extensión, se dio prioridad a la vinculación con la comunidad. Se prestó atención a la población no escolarizada, mediante el Programa Francisco Ochoa —desarrollado junto con la Gobernación del Zulia—, que ofrece cursos de un año de formación para el trabajo, en áreas como electricidad, mecánica y carpintería.
Este programa se inició con 2500 participantes y se trabaja en alcanzar la meta de 10 mil beneficiados en el conjunto de los municipios zulianos. Las dificultades más importantes que ha tenido que enfrentar la institución son, en primer lugar, la falta de comunicación con el Ministerio de Educación 
Superior y las escasas reuniones con el Consejo Nacional de Universidades.

## Facultades y carreras ofrecidas

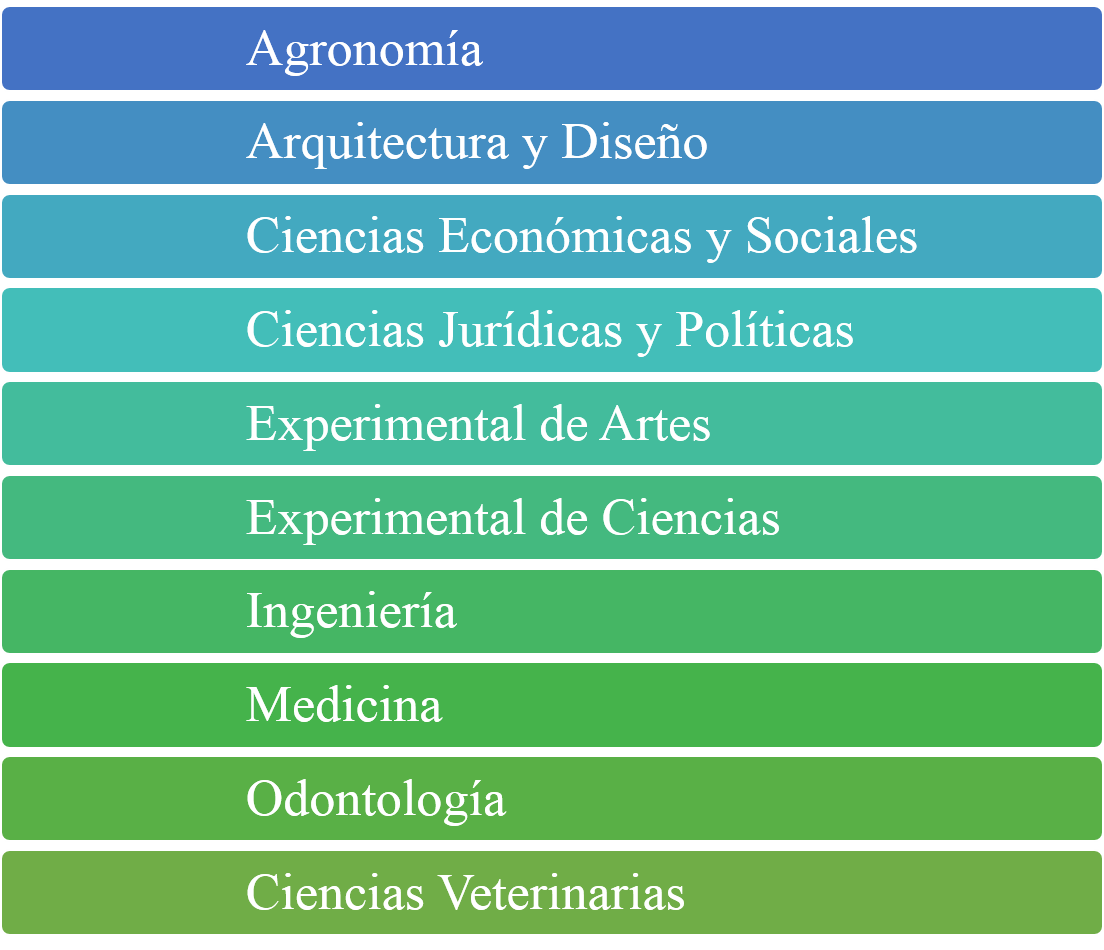
Facultades de la Universidad del Zulia

Facultad de Agronomía
- Agronomía (Ingeniería)

Facultad de Arquitectura y Diseño
- Arquitectura
- Licenciatura en Diseño Gráfico

Facultad de Ciencias Económicas y Sociales
- Licenciatura en Administración de Empresas
- Licenciatura en Contaduría Pública
- Licenciatura en Economía
- Licenciatura en Sociología

Facultad de Ciencias Jurídicas y Políticas
- Derecho (Abogado)
- Licenciatura en Trabajo Social
- Licenciatura en Ciencia Política

Facultad de Humanidades y Educación
- Escuela de Educación
  - Licenciatura en Educación, mención: Educación Integral
  - Licenciatura en Educación, mención: Orientación
  - Licenciatura en Educación, mención: Ciencia y Tecnología de la Educación
  - Licenciatura en Educación, mención: Biología
  - Licenciatura en Educación, mención: Química
  - Licenciatura en Educación, mención: Matemática y Física
  - Licenciatura en Educación, mención: Ciencias Sociales
  - Licenciatura en Educación, mención: Inicial
  - Licenciatura en Educación, mención: Idiomas Modernos
  - Licenciatura en Educación, mención: Física, Deportes y Recreación

- Escuela de Comunicación Social
  - Licenciatura en Comunicación Social, mención: Periodismo Impreso
  - Licenciatura en Comunicación Social, mención: Periodismo Audiovisual
  - Licenciatura en Publicidad y Relaciones Públicas

- Escuela de Letras
  - Licenciatura en Letras

- Escuela de Filosofía
  - Licenciatura en Filosofía

- Escuela de Bibliotecología y Archivología
  - Licenciatura en Bibliotecología y Archivología

Facultad Experimental de Arte
- Artes Plásticas
- Artes Escénicas y Audiovisuales: Danza / Teatro / Artes Audiovisuales
- Música
- Museología

Facultad Experimental de Ciencias
- Licenciatura en Matemáticas
- Licenciatura en Física
- Licenciatura en Química
- Licenciatura en Biología
- Licenciatura en Computación
- Licenciatura en Antropología

Ingeniería
- Ambiental
- Civil
- Petróleo
- Mecánica
- Geodesia
- Química
- Eléctrica
- Industrial

Facultad de Medicina
- Medicina (Médico Cirujano)
- Licenciatura en Bioanálisis
- Licenciatura en Enfermería

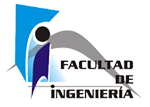
Logo de la facultad de Ingeniería.

- Licenciatura en Nutrición y Dietética

Facultad de Odontología
- Odontología (Odontólogo)

Facultad de Ciencias Veterinarias
- Veterinaria (Médico veterinario)

La Universidad del Zulia, tiene entre sus proyectos de extensión la creación de su sede en el Sur del Lago de Maracaibo, en el Estado Zulia, para aliviar la demanda en educación Superior y ofrecer a esa región del estado educación gratuita.

## Otras sedes
- Universidad del Zulia Núcleo Costa Oriental del Lago
- Universidad del Zulia Núcleo Punto Fijo